# علم الجينوم الملون

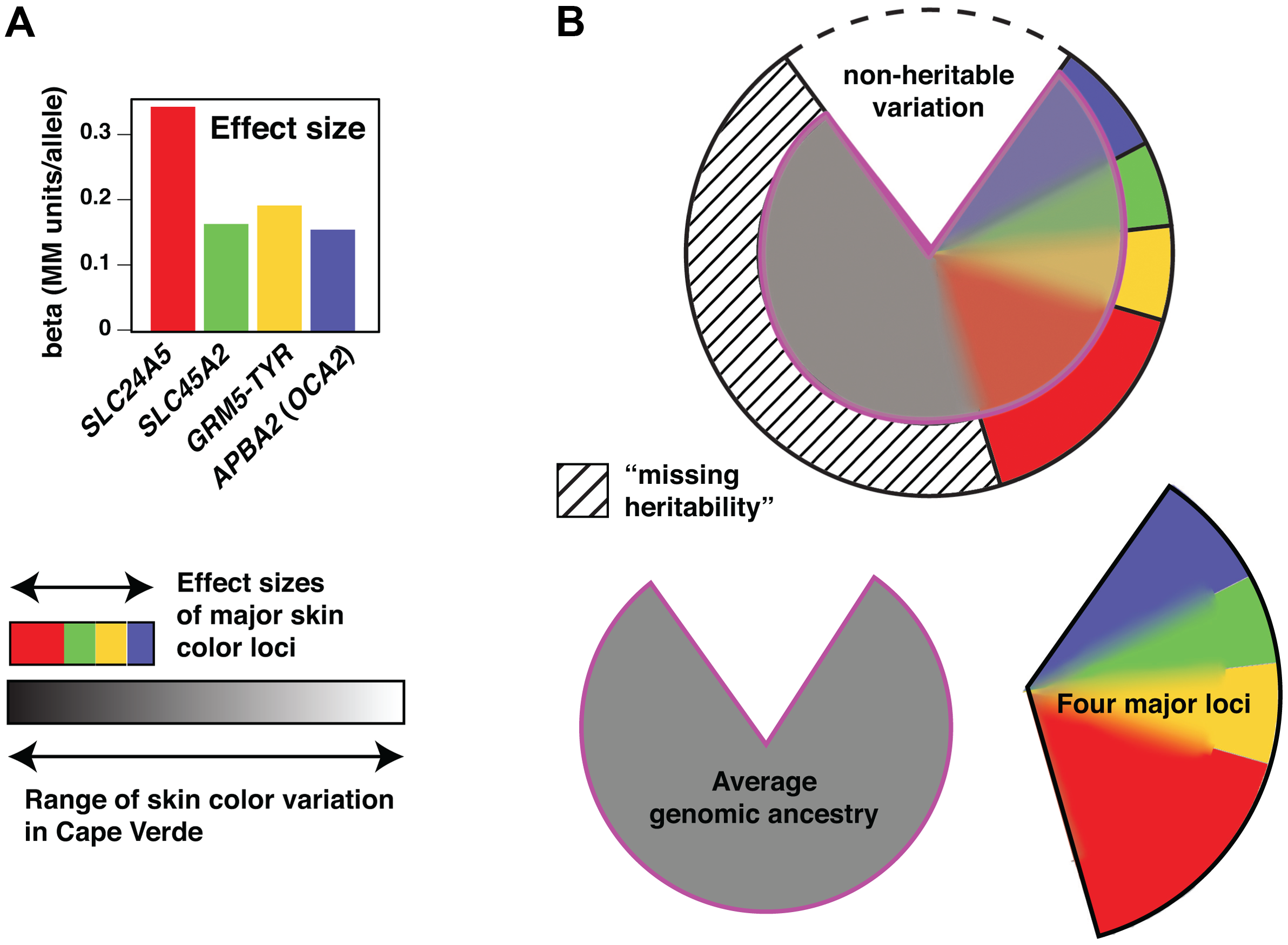

| صناعة             | صحة السكان، التكنولوجيا الحيوية                           |
| تأسست             | أبريل 2015                                                |
| المؤسسون          | العاد جيل، نيش بات، وعثمان لاراكي                         |
| مقر               | بورلنجام، كاليفورنيا ، الولايات المتحدة الأمريكية         |
| خدم المنطقة       | 100+ دولة                                                 |
| الأشخاص الرئيسيين | عثمان لعراقي (الرئيس التنفيذي)                            |
| منتجات            | برامج صحة السكان، خدمات الاختبارات الجينية، البحوث الطبية |
| موقع الكتروني     | www .color .com                                           |
|                   |                                                           |

## علم الجينوم الملون:بالأنجليزيةColor Genomics
اللون هي شركة تكنولوجيا صحة السكان التي تقدم الاختبارات والتحليلات الجينية مباشرة للمرضى وكذلك من خلال أصحاب العمل. يركز المنتج على الجينات التي تشير إلى خطر الإصابة بأمراض القلب والسرطان والتي تؤثر على الاستجابة للأدوية.

### التاريخ والمؤسسون
تم تأسيس الشركة في عام 2015 من قبل Elad Gil و Nish Bhat و Othman Laraki ، الذي يعمل الآن كرئيس تنفيذي للشركة في Burlingame ، كاليفورنيا.
جاء لاراكي، من الدار البيضاء، المغرب، إلى الولايات المتحدة لحضور جامعة ستانفورد، حيث درس علوم الكمبيوتر كطالب جامعي وخريج. بعد فترات في Google وTwitter ، تم إلهام Laraki لفحص العلاقة بين علم الوراثة والمرض بعد وفاة جدته من سرطان الثدي، وتم تشخيص والدته بالمرض مرتين، وعلم أنه حامل لمتغير إمراضي BRCA2 . تعاون Laraki مع Elad Gil ، الحاصل على دكتوراه. في علم الأحياء من معهد ماساتشوستس للتكنولوجيا، لفحص التكنولوجيا المتاحة للاختبار الجيني وتحديد كيفية جعلها أكثر بأسعار معقولة ويمكن الوصول إليها.

#### المستثمرون
تم دعم Color ورفع سلسلة C في أغسطس 2017. يشمل مستثمرو الشركة General Catalyst و Khosla Ventures و Emerson Collective و CRV   و Initialized Capital  و Laurene Powell Jobs و Bono 

##### تطوير المنتج
قبل تأسيس كولور، كان الاختبار الجيني السريري بعيد المنال بالنسبة لمعظم الأفراد، ما لم يكن لديهم تاريخ شخصي أو عائلي كبير من المرض الوراثي. كان الاختبار يستخدم لتكلفة 4000 دولار، وكان للتأمين متطلبات مرهقة للتغطية، وحتى إذا كان التأمين يغطي التكاليف، فقد تطلب الاختبار في كثير من الأحيان زيارات شخصية متعددة، مما منع الناس من تعلم المعلومات التي يمكن أن تنقذ حياتهم.
منتج اللون هو اختبار جيني يكلف 249 دولارًا، والاستشارة الجينية، والخدمات للأطباء.  يحلل اختبار اللون 30 جينًا تؤثر بشدة على مخاطر الإصابة بالسرطان الوراثي الأكثر شيوعًا، و 30 جينًا تؤثر على خطر الإصابة بأمراض القلب الوراثية و 14 جينًا تؤثر على الاستجابة الجينية للفرد للأدوية.

###### التوسع في صحة السكان
يوفر اللون التكنولوجيا والبرمجيات والخدمات السريرية لبرامج صحة السكان. تشمل خدماتهم ما يلي:
- إستراتيجية البرنامج والتخطيط والتنفيذ
- توعية المشاركين وإشراكهم
- تعليم المشاركين والموافقة على الاختبار والنتائج
- جمع العينات (الدم أو اللعاب) والتسلسل الجيني
- إدارة بيانات المشاركين وإعداد التقارير السريرية
- الامتثال HIPAA وأمن البيانات
- عودة النتائج
- الخدمات السريرية، مثل الاستشارة الوراثية والصيدلة السريرية
- توجيه رعاية شخصية
- إدارة صحة السكان الجارية

###### نظام الاختبار
يمكن للأفراد البدء بإجراء الاختبار الذي يطلبه الطبيب من Colour عبر الإنترنت، ويتم إرسال مجموعة أدوات جمع بالبريد. يقوم الأفراد بتقديم عينة من اللعاب وإعادة المجموعة في عبوة مدفوعة مسبقًا. اللون في CLIA حائزة و CAP وافق عليها التحاليل المخبرية لل متغيرات في الجينات سرطان الثدي BRCA1 و BRCA2 ، وكذلك 28 الجينات الأخرى المرتبطة الثدي والبروستاتا والقولون والرحم والمعدة وسرطان الجلد، البنكرياس، وسرطان المبيض. يحدد الاختبار أيضًا المتغيرات في 30 جينًا تتعلق بأمراض القلب الوراثية بالإضافة إلى الجينات التي قد تؤثر على الاستجابة الدوائية. الاستشارة الوراثية مع المستشارين الوراثيين المعتمدين من مجلس الإدارة متاحة مجانًا لجميع الأفراد الذين يستخدمون اللون.